# Lasioglossum oblitum
Lasioglossum oblitum là một loài Hymenoptera trong họ Halictidae. Loài này được Smith mô tả khoa học năm 1879.